# 住吉造

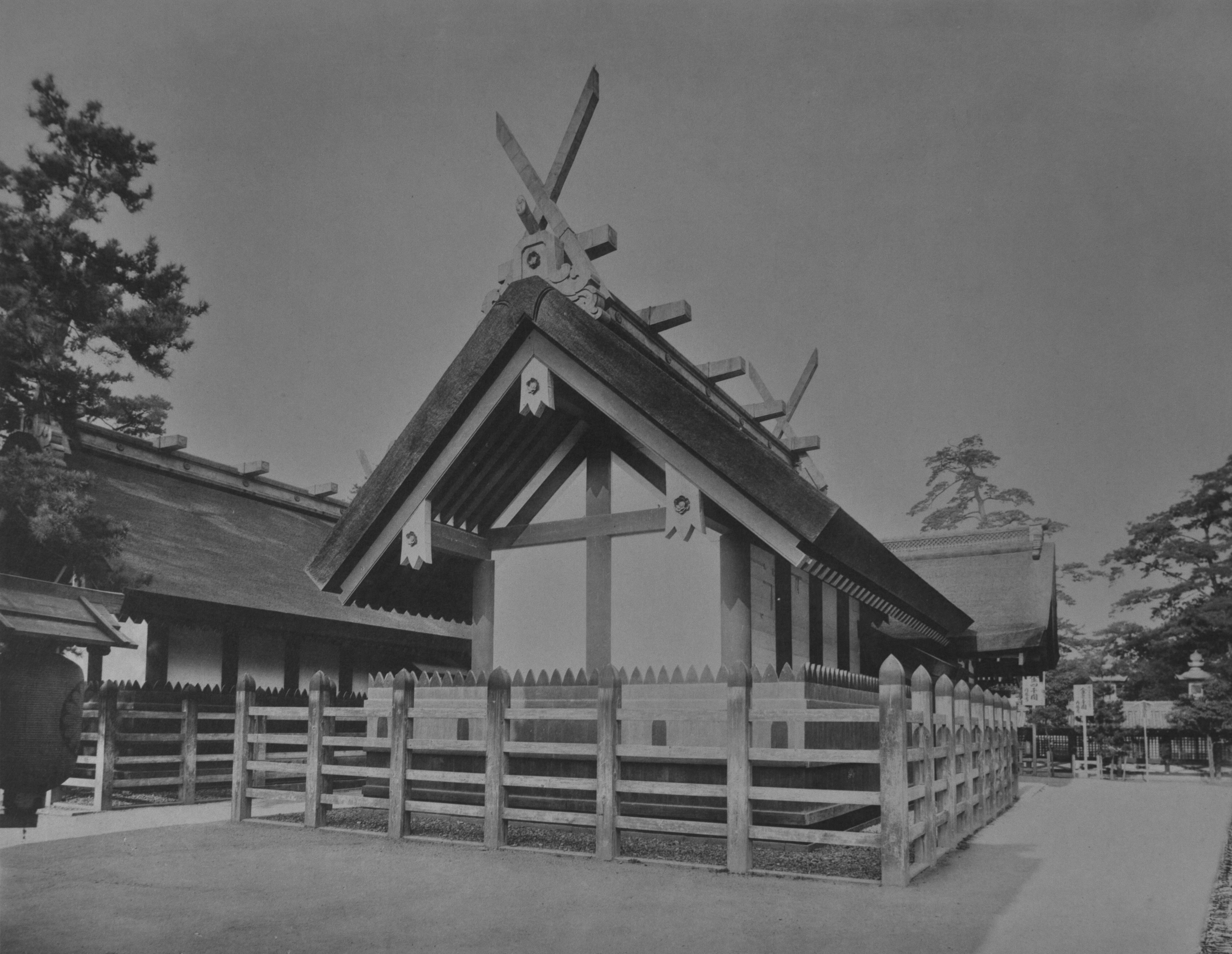
住吉造（住吉大社第三本宮本殿・国宝）

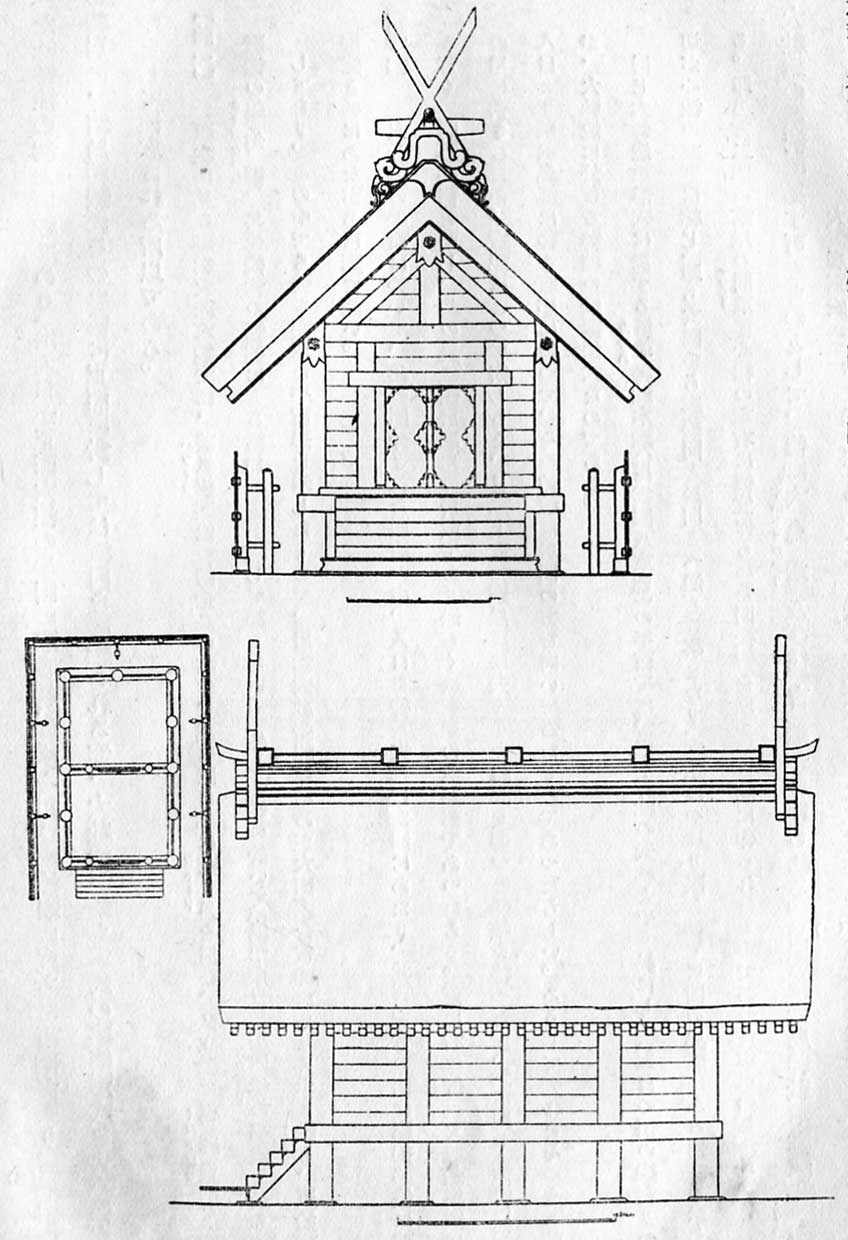
住吉大社本殿立面図（服部勝吉による）

住吉造（すみよしづくり）は、日本の神社建築形式の1つである。

## 概要
住吉大社に代表とされる住吉造の特徴として、破風は古式の直線形であり、大嘗祭の際に造られる建物と似ていることが指摘されている。伊勢神宮に代表される神明造や出雲大社に代表される大社造と共に、神社建築の最古の様式とされる

## 建築形式
回縁と心御柱はなく、内部は内陣・外陣に区切られる。間口は2間、奥行は4間（内陣・外陣各2間）の長方形である。
切妻造・妻入であり、破風や垂木には反りがなく、直線的な外観となる。
屋根
茅葺、杮葺、檜皮葺など幅広い。住吉大社の破風は直線形、妻飾りは交叉合掌型となっている。
柱
間口は2間、奥行4間とするが、中央の心御柱と正面中央の柱がない。
壁
正面中央の1か所に観音開きの扉による開口部が設けられる。
床
大社造や神明造に比べて、床は低い。
なお、建物周囲には上端を山形に切り揃えた板塀が巡らされるが、その姿には古墳祭祀における塀形埴輪との対応が指摘される。

## 建築例
- 住吉大社（大阪府大阪市）
  - 本殿4棟 - 文化7年（1810年）の造営。国宝[2]。
  - 境内摂社大海神社本殿 - 宝永5年（1708年）の造営。国の重要文化財[3]。
- 住吉神社本殿（福岡県福岡市） - 元和9年（1623年）の造営。国の重要文化財[4][5]。
- 住吉大伴神社 (京都府京都市)
- 住吉平田神社[6] (大阪府四条畷市)